# جان جيونو
جان جيونو (بالفرنسية: Jean Giono)‏ (مانوسك 30 مارس 1895 _ 9 أكتوبر 1970. وهو كاتب وكاتب سيناريو فرنسي.

## أعماله
من رواياته الأرواح القوية، نشرت له عام 1950.

## روابط خارجية
- جان جيونو على موقع IMDb (الإنجليزية)
- جان جيونو على موقع الموسوعة البريطانية (الإنجليزية)
- جان جيونو على موقع مونزينجر (الألمانية)
- جان جيونو على موقع ألو سيني (الفرنسية)
- جان جيونو على موقع أول موفي (الإنجليزية)
- جان جيونو على موقع قاعدة بيانات الأفلام السويدية (السويدية)
- جان جيونو على موقع ديسكوغز (الإنجليزية)
- جان جيونو على موقع قاعدة بيانات الفيلم (الإنجليزية)
- جان جيونو على موقع كينوبويسك (الروسية)